# 一硅化三钒
一硅化三钒是一种无机化合物，化学式为V3Si，它是钒的硅化物之一，在低温下具有超导性。

## 制备
一硅化三钒可由钒和硅在高温反应制得，或通过钒和二氧化硅的反应得到。